# Bartenshagen-Parkentin

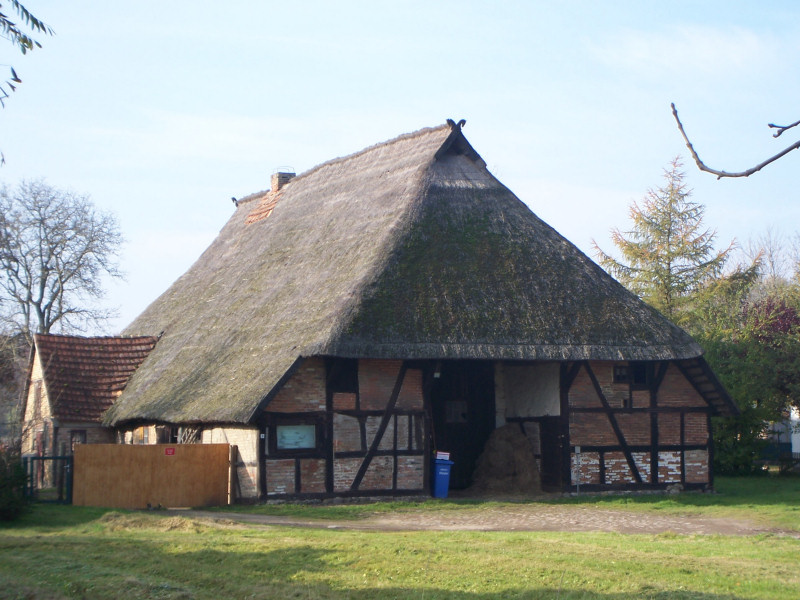
Bartenshagen

Bartenshagen-Parkentin település Németországban, Mecklenburg-Elő-Pomeránia tartományban, az Amt Bad Doberan-Land-hoz tárózik. Lakosainak száma 1325 fő (2023. december 31.). Bartenshagen-Parkentin Admannshagen-Bargeshagen és Lambrechtshagen községekkel határos.

## A település részei
- Bartenshagen,
- Hütten,
- Neuhof és
- Parkentin

## Népesség
A település népességének változása:
| Lakosok száma | 1353 | 1345 | 1318 | 1354 | 1325 |
|               | 2017 | 2019 | 2021 | 2022 | 2023 |